# République d'Hawaï
1894–1898
Entités précédentes :
- Gouvernement provisoire d'Hawaï

Entités suivantes :
- États-Unis ( Territoire d'Hawaï)

La république d'Hawaï (en anglais : Republic of Hawaiʻi ; en hawaïen : Lepupalika ʻo Hawaiʻi) était un État fondé à la suite de la chute du royaume d'Hawaï en remplacement du gouvernement provisoire d'Hawaii le 4 juillet 1894. Cet État souverain et indépendant perdurera jusqu'au 12 aout 1898, date à laquelle l'archipel fut annexé par les  États-Unis en tant que territoire organisé des États-Unis.

## Histoire

### Origine de la République
La fin de la monarchie hawaïenne sonna en 1893 lorsque la reine, alors régnante, tenta d'abroger de la constitution de 1887 que son prédécesseur avait été forcé d'accepter, qui limitait grandement le pouvoir d'action de la couronne. Dès les premiers signes de mouvement du pouvoir royal, un groupe de riches planteurs de sucre et d'hommes d'affaires organisèrent une révolte et prirent le palais, ainsi que les organes du gouvernement à l'aide d'une troupe de mille hommes d'armes locaux. L'année suivante la reine fut forcée de signer son abdication et un gouvernement provisoire d'Hawaï fut formé. Celui-ci eut tout de suite pour objectif l'annexion de l'archipel par les États-Unis qui leur offrirait avantages économique et protection militaire. Néanmoins, à cause de la protestation de la population, ainsi que l'hostilité du président américain alors en place, Cleveland, à l'impérialisme, l'annexion fut retardée.
À cause d'un incident diplomatique, le président Cleveland décida qu'il était temps pour les États-Unis de soutenir le retour au pouvoir de la reine, alors réfugiée à Washington. Mais, le sénat ainsi que l'opinion publique américaine voyait d'un bon œil l'annexion et en mai 1894, il fit passer une résolution à la majorité s'opposant à toute restauration du pouvoir royal. Alors, Cleveland abandonna la question et laissa la république à ses affaires n'apportant son soutien ni à celle-ci, ni au parti légitimiste.

### Rébellion de 1895

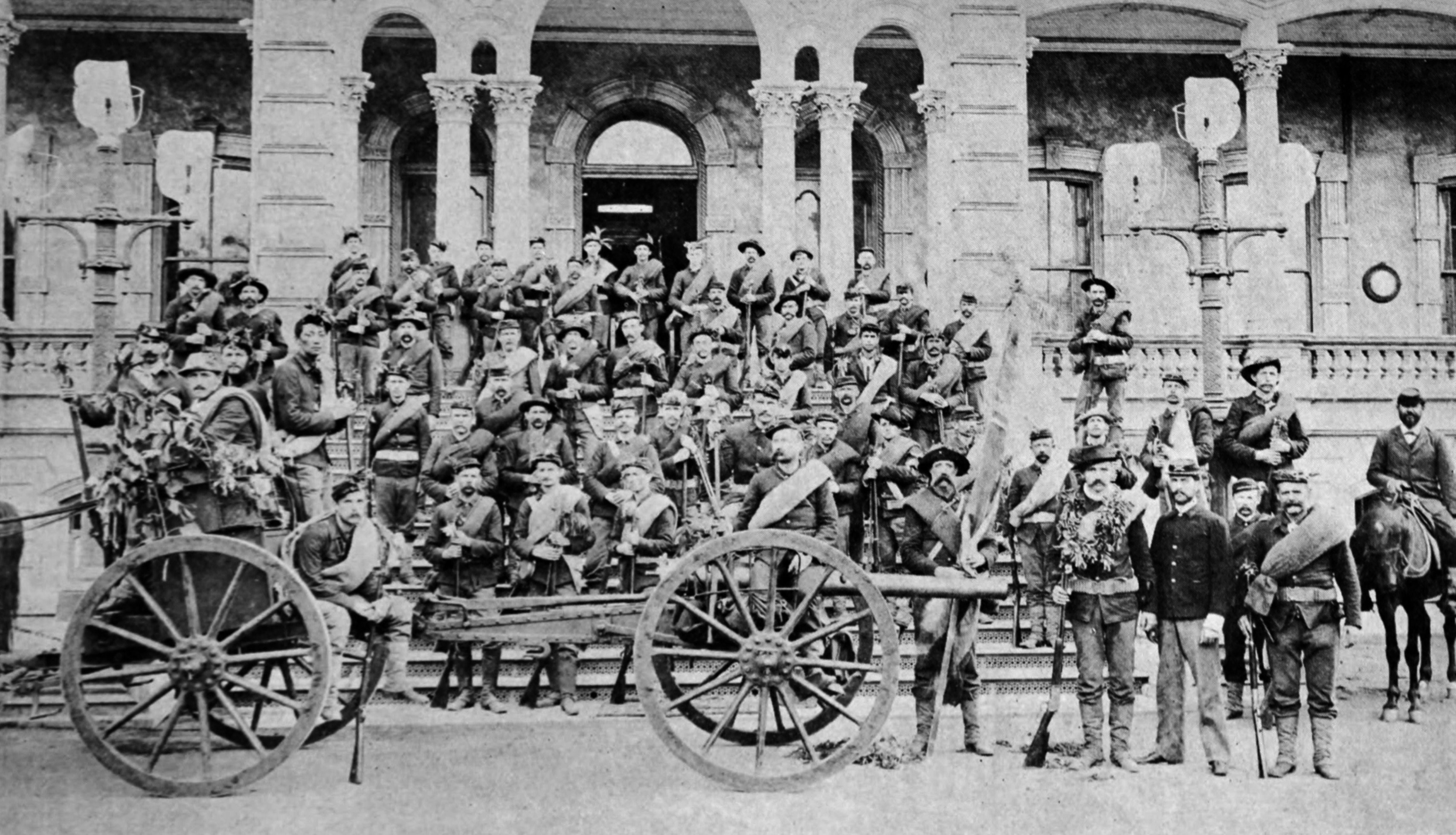
Troupes républicaines victorieuses.

En 1895, la toute jeune république fut secouée par une rébellion menée par Robert William Wilcox. Habitué des prises d’armes, celui-ci avait déjà tenté en 1889 de prendre le pouvoir, alors aux mains de la couronne, mais avait échoué et s'était fait emprisonner. Six ans plus tard, celui-ci réessaya une seconde fois, à la tête d'une troupe de cent-cinquante hommes, de redonner le pouvoir à la reine Liliʻuokalani. Néanmoins, bien que les révoltés aient reçu un soutien matériel de partisans établis en Californie, la flamme de la rébellion s'éteignit dès que les insurgés furent surpris par l'armée nationale dans la banlieue de Honolulu. Wilcox, défait, passa plusieurs jours caché dans les montagnes avant d'être pris[réf. nécessaire].

### Le procès de la reine

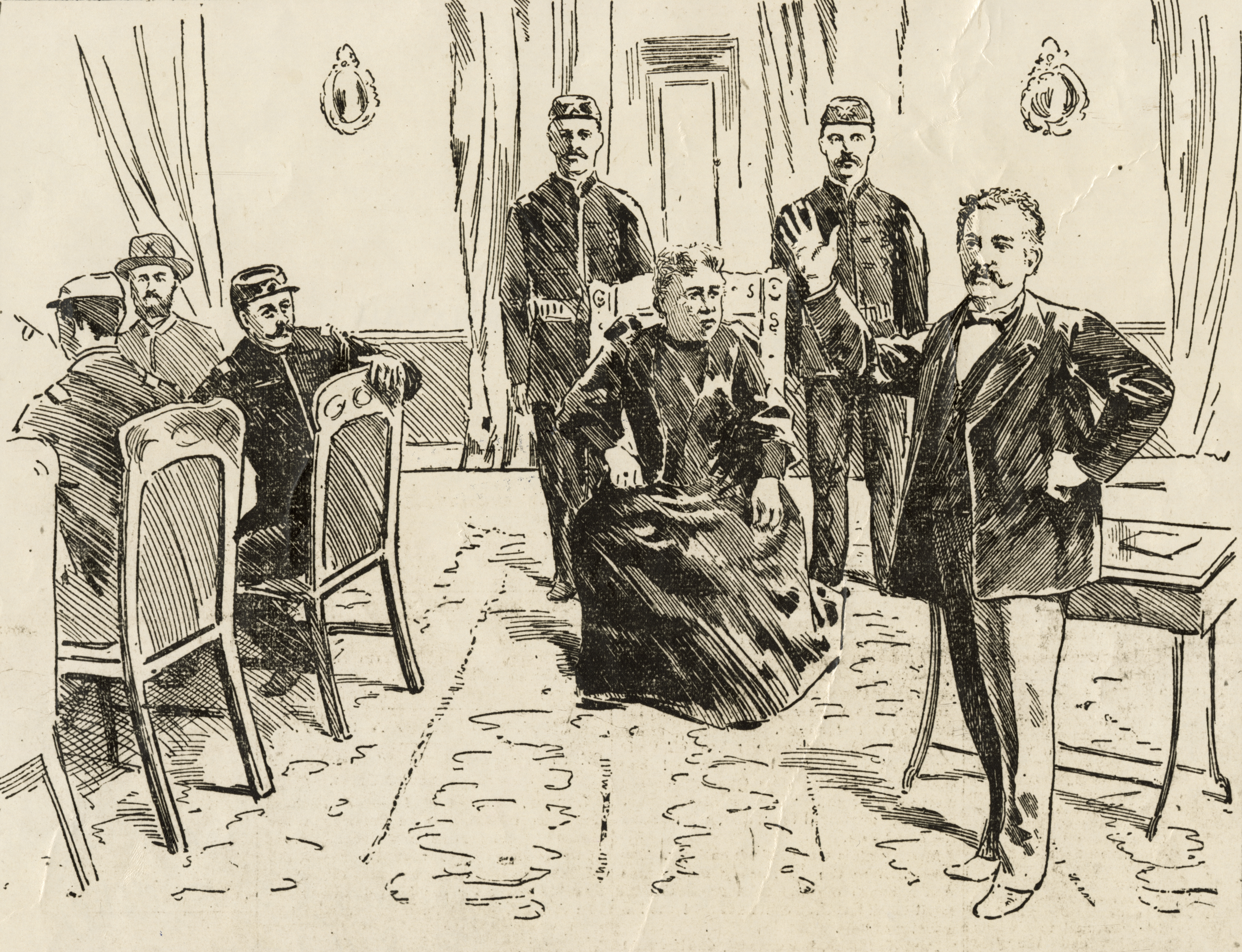
Illustration papier du procès de la reine en 1895 dans l'ancienne salle du trône.

Rapidement, des lettres retrouvées signée de la main de la reine à destination des révoltés inquiétèrent les républicains et son implication dans le complot fut révélé. Bien que celle-ci nia le tout, elle fut accusée de trahison et condamnée à cinq ans d'emprisonnement aux travaux forcés et à une amende de 10 000 $. Ses conditions de détentions furent néanmoins aménagées puisqu'elle exécuta sa peine avec deux de ses servantes dans une grande chambre du palais ʻIolani, munie d'un piano, d'une salle de bain personnelle avec baignoire alimentée en eau chaude. Après huit mois, elle fut autorisée à rejoindre son domicile de Washington Place et un an plus tard le président Stanford B. Dole lui accorda la grâce présidentielle avec droit de voyage. Celle-ci profita de ses nouveaux droits pour tenter, une fois de plus, de faire pression sur le Sénat américain pour qu'il la restaure, sans succès.

### Fin et annexion de la République

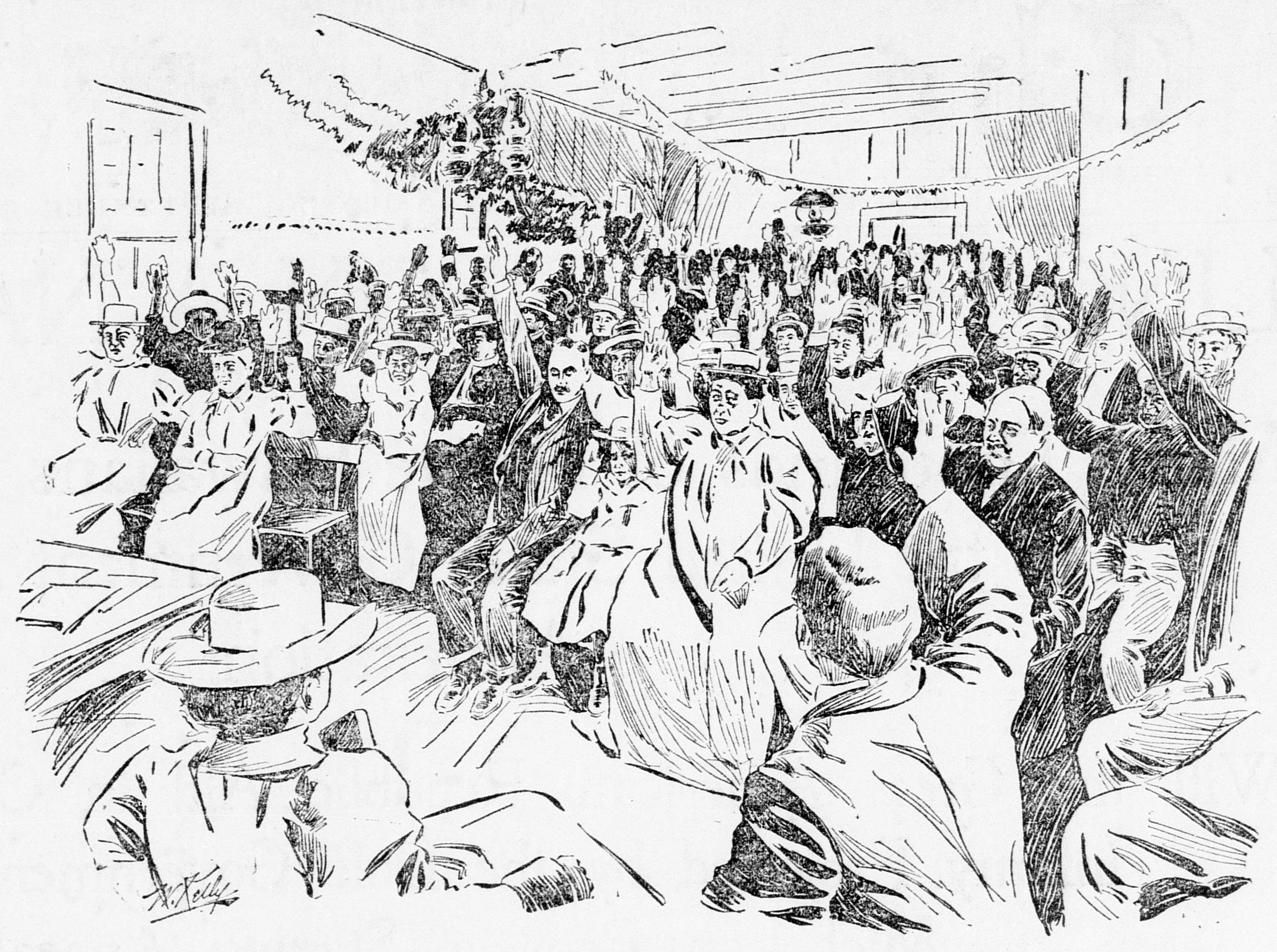
Réunion anti-annexion à Hilo en 1897.

Après l'investiture de William McKinley, devenu 25e président des États-Unis le 4 mars 1897, la République d'Hawaï reprit ses négociations pour son annexion. Cette première phase se poursuivit jusqu'à l'été 1898. En effet, cette période marqua avant tout le début de la guerre que les États-Unis menèrent contre l'Espagne. Hawaï, déclarée neutre servit de base aux troupes ce qui développa dans l'opinion américaine un parti pro-annexion.
L'opposition affaiblie, Hawaï fut officiellement annexée par la résolution Newlands qui ne nécessitait qu'un vote majoritaire dans les deux chambres. La chambre des représentants, majoritairement républicaine, pro-annexion, adopta par un vote de 209 contre 91 la résolution. Signé le 7 juillet 1898 par McKinley, le transfert de souverainetés sur les îles hawaïenne fut reporté au 12 aout 1898, date à laquelle le drapeau d'Hawaï flottant sur l'ancien palais royal, fut symboliquement abaissé et remplacé par le Stars and Stripes américain.

## Organisation politique

### Pouvoir exécutif
À la tête de la république était le Président d'Hawaï qui tenait le rôle à la fois de chef d'État, de chef du gouvernement et de commandant en chef des armées. Celui-ci était élu pour six ans et ne pouvait être élu deux fois consécutives. Le président avait droit de veto dans les décisions prises par le pouvoir législatif. En face de ce pouvoir exécutif fort siégeait deux chambres législatives à la manière du système américain qui pouvait contrer le veto présidentiel par vote si celui-ci était soutenu par les deux tiers de l'ensemble des sénateurs. Le sénat était également capable de récuser les membres du Cabinet présidentiel que présentait le chef d'État. Ceux-ci pouvaient participer au débat, mais ne pouvaient voter, car ils ne tenaient leur légitimité d'aucun vote. À la tête de la république était le Président d'Hawaï qui tenait le rôle à la fois de chef d'État, de chef du gouvernement et de commandant en chef des armées. L'article 23 de la constitution de 1894 désigna Sanford B. Dole comme le premier président de la république et restera le seul à jamais occuper ce poste puisque l'archipel sera finalement annexé par les États-Unis en 1898. Après l'annexion, Hawaï devenue un territoire américain, Dole devint son premier gouverneur.

### Pouvoir législatif
Le pouvoir législatif, comme précédemment dit, se composait de deux chambres : le sénat et la chambre des représentants. Chacune comptait respectivement quinze membres, les premiers élus pour six ans et les seconds pour deux seulement.

### Limites des principes républicains hawaïens
Basé sur le un suffrage censitaire avec comme exigence de propriété 1 500 $ net, le système électoral écartait l'immense majorité des citoyens hawaïens. De plus, un seul parti participa aux deux élections que le pays connut : le Parti de l'Union américaine.